# Великая Левада
Великая Левада (укр. Велика Левада) — село в Городокском районе Хмельницкой области Украины.
Население по переписи 2001 года составляло 698 человек. Почтовый индекс — 32061. Телефонный код — 3251. Занимает площадь 1,26 км². Код КОАТУУ — 6821283902.

## Местный совет
32060, Хмельницкая обл., Городокский р-н, с. Купин